# 욘나 안데르손
욘나 안데르손(스웨덴어: Jonna Andersson, 1993년 1월 2일 ~ )은 스웨덴의 여자 축구 선수이다. 포지션은 수비수이며, 현재 잉글랜드 FA 여자 슈퍼리그의 첼시 FC 위민에서 활동하고 있다.

## 클럽 경력
2009년부터 2017년까지 린셰핑 FC 소속으로 활약했으며 2018년에는 잉글랜드 FA 여자 슈퍼리그의 첼시 FC 위민으로 이적했다.

## 국가대표 경력
2012년 UEFA U-19 여자 축구 선수권 대회에서 스웨덴의 우승을 견인했으며 2016년 1월에 열린 스코틀랜드와의 경기에 처음 출전하면서 스웨덴 여자 축구 국가대표팀 선수로 데뷔했다. 2016년 리우데자네이루 하계 올림픽에서는 스웨덴의 은메달 획득에 공헌했고 UEFA 여자 유로 2017, 2019년 FIFA 여자 월드컵에도 참가했다.